# 韓昌祐
韓 昌祐（ハン・チャンウ、かん しょうゆう、Han Chang-Woo、1931年2月15日 - ）は、日本の実業家。大手パチンコ店グループ・マルハンの創業者で代表取締役会長。公益財団法人韓昌祐・哲文化財団名誉最高顧問。

## 来歴
朝鮮・慶尚南道泗川郡（現・泗川市）三千浦で小作農をする家庭に生まれる。別名・西原昌佑。
1945年10月21日、 日本でレンガ工をしていた実兄の招きを受けて密航船に乗り込み、同年10月22日に山口県下関市から日本へ密入国で渡った。
その後、朝鮮奨学会の支援を得て法政大学経済学部に進学、1952年に卒業した。就職先のなかった韓は、京都府中郡峰山町（現・京丹後市）において「千波 峰山店」の屋号でパチンコ台20台を抱えるパチンコ店を展開していた義兄のところへ身を寄せ、その後義兄からパチンコ店事業を継承し、「ぱちんこ峰山カジノ店」に屋号を変更。1957年にはパチンコ事業で稼いだ資金を元手に喫茶店「るーちぇ」の経営に着手した（マルハンの創業）。
1967年には当時日本で流行していたボウリングに着目し、「豊岡フレンドボウル」名義でボウリング場事業を始めた。「ボウルアピア」を静岡市で開業した1972年の時点で、行きすぎた拡張戦略のために60億円の借金を抱えることとなった同年「西原産業株式会社（現・株式会社マルハン）」も設立しており、巨額の借金を抱えた韓は返済のために本業のパチンコ事業に本腰を入れ、必死な事業活動を展開したことで、1986年3月にボウリング場事業の借金を完済した。
1995年には「マルハンコーポレーション」に社名変更して本社を京都市に移転。1995年にはマルハンパチンコタワーを開店。東京進出も果たし、マルハンを最大手のパチンコ店へと成長させるまでに至った。
1999年には日本国政府より勲三等瑞宝章を授与された。
2016年には日本国政府より二度目の紺綬褒章を授与された。
小学校時代の後輩に日本ボクシング連盟前会長の山根明がいる。

## 資産
2015年のフォーブス誌のランキングでは日本で7番目に資産が多い人物で資産42億ドル相当だった。2014年は12位だった。2002年の米国フォーブス誌が選定した世界億万長者ランキングでは日本国内の22位（個人資産1320億円）にランキングされている。（なお、2013年7月10日の朝鮮日報日本語版では約3400億円と報じられている。）

## 社会貢献
1988年の夏に、在日朝鮮人の歴史研究家で、好太王碑改竄説で知られる李進熙に『季刊 三千里』（1975年 - 1988年）に続く次世代季刊誌の出版を依頼されたことから、1990年に私財を投じて、日本と朝鮮半島の歴史と文化の研究を支援する目的の「財団法人 韓国文化研究振興財団」を設立し理事長に就任した。韓が発行人、李進熙が編集長となり『季刊 青丘』（1989 - 1996）を発行し、後に日本と朝鮮半島の歴史と文化についての論文集『青丘学術論集』（1991 - 2005）を発行した。
2005年には、亡くなった息子の名前を冠した「財団法人 韓哲文化財団」に名称を変更し、助成範囲を芸術やスポーツや福祉などの分野にも拡大し、個人や団体に対して助成基金を授与している。2010年春の助成金対象者には、「在日差別への憤りが行動の原点。（戦争での）加害者の立場であることをきちんと受け止めたうえで友好の土台を築いていきたい」との信念の下「韓国の田舎」を紹介するテレビ番組を企画中の黒田福美や、2007年に「被差別日系研究所」を設立した辛淑玉が選ばれ、授与式が開かれた。2012年4月、公益財団法人の認定を受け名称を「韓昌祐・哲文化財団」へ移行。
マルハンは、パチンコ事業の収益金の1%を地域社会の奉仕に充てている。

## 私生活
結婚しており、子が6人いる。2001年に日本へ帰化。28歳のときに結婚した日本人の妻との間に5男2女をもうけ、次男の裕（現・マルハン代表取締役社長）をはじめ4人の息子がマルハンに勤めている。長男の哲（チョル）は、16歳のときヨセミテ国立公園での研修中の事故で死亡している。

## 発言
- 「世界中どこにでも差別はあります。日本人が韓国人を差別するといいますが、韓国人の中国人差別はどうだ、と訊くんです。それほど韓国では中国人を差別する。世界でチャイナタウンがないのは韓国だけです。差別に打ち勝つ、差別を撥ね返すたったひとつの道は、自分たち自身が教養と見識をもって社会貢献する。これしかないんです」[12]
- 2013年7月9日、東京都内で行った記者会見の席上、日韓関係が悪化していることに懸念を示し、「日本の政治家たちが過去の植民地支配について知らないふりをしている。日本の政治家たちがドイツのように、周辺国に対しきちんと謝罪すべきだ」と語った[13]。

## 「マルハン」社名の由来とデマ
会長・韓昌祐がボウリングの玉、パチンコの玉を連想させる玉、地球、円満の「マル（丸）」に社長名の「ハン（韓）」からマルハンとした。
なお、韓国のとある新聞で「（マルハンの由来は）日の丸のマルと恨みのハン（恨の朝鮮語読み）という記事が出た」とされるが、韓はテレビ朝日の取材の中で「そんな理由で付けるわけがない」と否定し、上記の由来をインタビュアーの山本晋也に述べている。

## 備考
- 1960年代に関西のJC（青年会議所[16]）入会を希望するも、拒否されたという。
- 「必要以上の金は使わない」「損は一円でもしてはいけない」が信条であり、人に何かをおごったりプレゼントする事はほとんどしないという[要出典]。

## 栄典
- 韓国・国民勲章冬柏章 (1984)
- 韓国・体育勲章青龍章 (1987)[2]
- 韓国・国民勲章無窮花章 (1995)[2][17]
- 日本・勲三等瑞宝章 (1999)[2]
- 日本・紺綬褒章 (1972、2016、2023)[2]